# Esperanza y Compañía
Esperanza y Cía S.A. (ECIA) war ein baskisches Rüstungsunternehmen mit Gründungssitz in der Gemeinde Markina-Xemein, Provinz Bizkaia, País Vasco in Spanien.

## Geschichte
Die Fábrica de Armas Esperanza y Cía S.A. (ECIA) wurde 1925 von dem Waffenfabrikanten (spanische Marke:  ASTRA) Juan Esperanza-Salvador (1860–1951) aus Huesca gründet. 1978 war ECIA das Rüstungsunternehmen Spaniens mit dem höchsten Exportvolumen. 1982 exportierte ECIA Waffen für 3.500 Mio. Peseten in den Irak. 1986 exportierte ECIA Mörser in den Nahen Osten. 1989 verhandelt ECIA mit den USA um ein neues Mörserprojekt. 1999 wurde der Mörserspeziallist Teil der Gruppe Unión Española de Explosivos (UEE).
Im Juli 2000 schloss UEE in Álava, den ECIA genannten Produktionsbetrieb mit 72 Mitarbeiterinnen und Mitarbeitern, sowie die Expal genannte Entwicklungsabteilung mit 12 Mitarbeiterinnen und Mitarbeitern.

## Typen (unvollständig)
- Mörser-Modell:
  - ECIA L65/60
  - ECIA L65/81
  - ECIA L65/105
  - ECIA L65/120